# エテオーネウス
エテオーネウス（古希: Ἐτεωνεύς, Eteōneus）は、ギリシア神話の人物である。長母音を省略してエテオネウスとも表記される。主に、
- ボエトオスの子
- ペーネロペーの求婚者

が知られている。以下に説明する。

## ボエトオスの子
このエテオーネウスは、スパルタの王メネラーオスの近従である。ボエトオスの子。父ボエオトスはペロプスの子アルゲイオスとアミュクラース王の娘ヘーゲーサンドラ（Ηγησάνδρα）の子である。オデュッセウスの消息を尋ねるためにやって来たテーレマコスとネストールの子ペイシストラトスの到着をメネラーオスに伝え、2人を出迎えた。

## ペーネロペーの求婚者
このエテオーネウスは、ケパレーニア島の都市サメーからペーネロペーに求婚した23人の男性の1人である。のちに帰国したオデュッセウスに他の求婚者たちとともに誅殺された。